# جیووانی بوکاتی

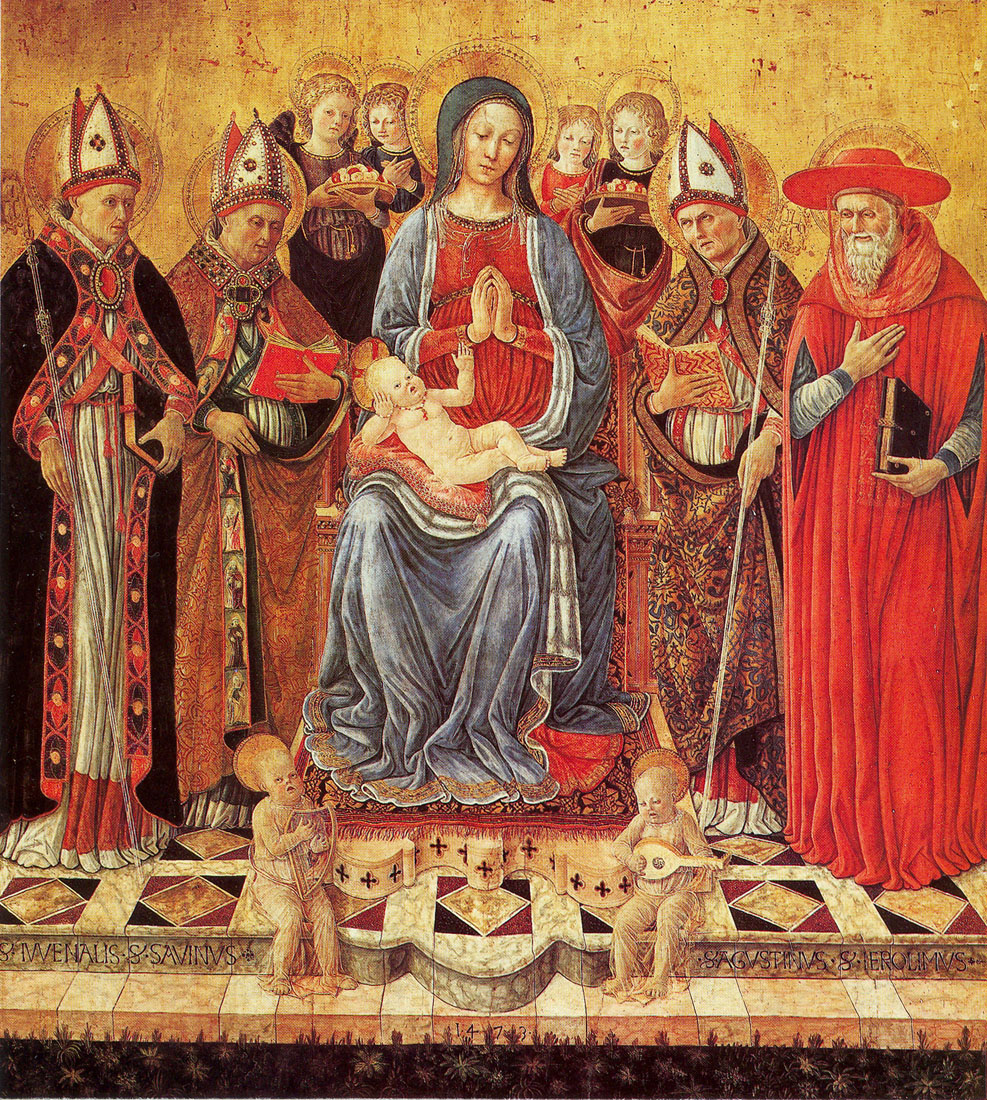
اثر جیووانی بوکاتی - مریم بر تاج و تخت با سنت جوونال، سنت سابینوس، سنت آگوستینوس، سنت جروم و شش فرشته، سال ۱۴۷۳، تمپرا روی پانل چوبی، 186,5x162 سانتی‌متر. موزه هنرهای زیبا، بوداپست، مجارستان

جووانی بوکاتی یا جووانی دی پیر ماتئو بوکاتی (حدود ۱۴۲۰ - پس از ۱۴۸۰) یک نقاش ایتالیایی بود.

## زندگی‌نامه
بوکاتی در کامرینو در منطقه مارکه به دنیا آمد. او در کامرینو، پادوآ، پروجا و اوربینو زندگی و کار می‌کرد. اولین اثر مستند شده او در سال ۱۴۴۷، مدونا دل پرگولاتو (Madonna del Pergolato) است. این نقاشی همراه با مدونا دل ارکسترا (Madonna dell’Orchestra) و یک پیتا (Pietà) (۱۴۷۹) در گالری ملی دل آمبریا در پروجا به نمایش گذاشته شده‌است. در سال ۱۴۴۵ او شهروند پروجا شده بود.
معلوم نیست کجا آموزش دیده‌است، اما نقاشی او حاکی از تأثیرات نقاشانی مانند فرا آنجلیکو، فیلیپو لیپی و دومنیکو ونزیانو است.
او نقاشی‌های دیواری را در پلاتزو دوکاله در اوربینو و یک محراب را در اورویتو در سال ۱۴۷۳ نقاشی کرد. در سال ۱۴۸۰ برای دو محراب در پروجا دستمزد دریافت کرد. او در پروجا باکره و کودکی را نقاشی کرد که فرشتگان، سرافیم و قدیسین آن را بر تخت نشسته‌اند. «ستایش مجوس» بوکاتی در موزه هنر سینبریچوف در هلسینکی فنلاند موجود است.
او در سال ۱۴۶۸، برای محراب اصلی کلیسای سنت اوستاچیو آ بلفورته دل چینتی (Sant'Eustachio a Belforte del Chienti) در استان ماچراتا، مارچه، Marche، یک نقاشی چند تخته ای تاشو نقاشی کرد. این چندگانه وقایع زندگی، شهادت و شکوه قدیس اوستاکیوس، حامی شهر را به تصویر می‌کشد. همچنین تعدادی از مقدسین دیگر، از جمله مجدلیه، سنت باربارا، سنت آگاتا، سنت ونانتیوس و سنت آنتونیو آباته را به تصویر می‌کشد.